# Ryder Cup 2002
Navigation
1999 2004
La Ryder Cup 2002 (initialement Ryder Cup 2001), trente quatrième édition de la compétition, a lieu du 27 septembre au 29 septembre 2002, au The Belfry (en) Golf & Country Club situé à Wishaw près de Sutton Coldfield, en Angleterre.
Cette édition était à l'origine prévue entre les 28 septembre et 30 septembre 2001, mais fut, le 16 septembre 2001, reporté d'une année, après les attentats du 11 septembre : « La PGA Américaine a informé le conseil d’administration européen de la Ryder Cup que l’ampleur de la tragédie de mardi dernier est si écrasante qu’il ne serait pas possible pour l’équipe et les officiels américains de la Ryder Cup de participer à la compétition prévu fin septembre 2001. ». Il était convenu que tous les joueurs et capitaines prévus pour la compétition de 2001 soient reconduits pour celle de 2002.
Il fut par la suite décidé, que les éditions suivantes auraient lieu les années paires, changement qui perdurera jusqu'à ce que la Pandémie de Covid-19 provoque le déplacement de la 34e édition de 2020 à 2021, repositionnant la compétition les années impaires.
L'équipe européenne remporte la compétition sur le score de 15½ à 12½, ce qui est la victoire la plus large en Ryder Cup depuis la victoire européenne de 1985 remporté 16½ à 11½ déjà sur le parcours du Belfry.
Tony Blair, alors Premier ministre britannique, plaisanta la semaine suivante dans son discours à la conférence du Parti travailliste : « Et la Ryder Cup, hein ? La Grande-Bretagne en Europe dans toute sa splendeur. George Bush et moi, dans des camps opposés ».
Il s’agit de la deuxième des sept victoires consécutives à domicile de l’Europe, une série qui est toujours en cours, après la victoire des européens au Marco Simone Golf and Country Club (en) à Rome en 2023.

## Organisation

### Parcours
Le parcours du The Belfry Golf & Country Club de Sutton Coldfield lors de cette Ryder Cup, est un par 72 (36 à l'aller, 36 au retour) pour une longueur totale de 7 091 yards (6 484 mètres).
C'est la quatrième fois que le site organise la Ryder Cup, après celle de 1985, 1989 et de 1993.
| Aller | Aller | Aller                     | Retour | Retour | Retour                    |
| N°    | Par   | Distance (yards / mètres) | N°     | Par    | Distance (yards / mètres) |
| ----- | ----- | ------------------------- | ------ | ------ | ------------------------- |
| 1     | 4     | 411 / 376                 | 10     | 4      | 284 / 260                 |
| 2     | 4     | 379 / 347                 | 11     | 4      | 419 / 383                 |
| 3     | 5     | 538 / 492                 | 12     | 3      | 208 / 190                 |
| 4     | 4     | 442 / 404                 | 13     | 4      | 384 / 351                 |
| 5     | 4     | 408 / 373                 | 14     | 3      | 190 / 174                 |
| 6     | 4     | 395 / 361                 | 15     | 5      | 545 / 498                 |
| 7     | 3     | 177 / 162                 | 16     | 4      | 413 / 378                 |
| 8     | 4     | 428 / 391                 | 17     | 5      | 564 / 516                 |
| 9     | 4     | 433 / 396                 | 18     | 4      | 473 / 432                 |
| Aller | 36    | 3 611 / 3 302             | Retour | 36     | 3 480 / 3 182             |

## Retransmission
Pour l'Europe, c'est la BBC et Sky Sports qui assurèrent la diffusion de la compétition.
Pour les États-Unis, la première journée fut diffusée en différé par la chaine USA Network. NBCSports diffusa pour sa part, la deuxième journée en différé et la troisième journée en directe. Afin de fournir une perspective européenne, NBC fit appel à l’ancien capitaine de l’équipe européenne Bernard Gallacher et à l’ancien joueur de l’équipe européenne Nick Faldo en tant qu’analystes invités. Bernard Gallacher avait déjà joué le même rôle pour NBC lors de la Ryder Cup précédente.

## Équipes
Sam Torrance est le capitaine de l'équipe européen. Pour l'aider pendant la compétition il choisit comme vice-capitaines : Joakim Haeggman (en), Mark James et Ian Woosnam.
Curtis Strange en tant que capitaine des États-Unis, sélectionnat en tant que vice-capitaine, Mike Hulbert (en) pour l’aider pendant le tournoi.
Il s’agit de la première Ryder Cup dans laquelle des citoyens américains nés à l’étranger étaient éligibles pour être sélectionnés dans l’équipe des États-Unis.
| Europe             | Europe                              | États-Unis        | États-Unis                          |
| ------------------ | ----------------------------------- | ----------------- | ----------------------------------- |
|                    |                                     |                   |                                     |
| Capitaines         |                                     |                   |                                     |
| Sam Torrance       | Sam Torrance                        | Curtis Strange    | Curtis Strange                      |
| Joueur             | Note                                | Joueur            | Note                                |
| Thomas Bjørn       | 2e participation                    | Paul Azinger      | Choix du capitaine 4e participation |
| Darren Clarke      | 3e participation                    | Mark Calcavecchia | 4e participation                    |
| Niclas Fasth       | débutant                            | Stewart Cink      | débutant                            |
| Pierre Fulke       | débutant                            | David Duval       | 2e participation                    |
| Sergio García      | Choix du capitaine 2e participation | Jim Furyk         | 3e participation                    |
| Pádraig Harrington | 2e participation                    | Scott Hoch (en)   | 2e participation                    |
| Bernhard Langer    | 10e participation                   | Davis Love III    | 5e participation                    |
| Paul McGinley      | débutant                            | Phil Mickelson    | 4e participation                    |
| Colin Montgomerie  | 6e participation                    | Hal Sutton        | 4e participation                    |
| Jesper Parnevik    | Choix du capitaine 3e participation | David Toms        | débutant                            |
| Phillip Price (en) | débutant                            | Scott Verplank    | Choix du capitaine débutant         |
| Lee Westwood       | 3e participation                    | Tiger Woods       | 3e participation                    |

## Compétition
La Ryder Cup est une compétition de match-play par équipes. Chaque match rapportant 1 point. Le format de cette édition, est la suivante :
- Première journée (vendredi) : 4 matchs en fourballs et 4 matchs en foursomes
- Deuxième journée (samedi) : 4 matchs en fourballs et 4 matchs en foursomes
- Troisième journée (dimanche) : 12 matchs individuels

Format des matches :
- Fourballs : Dans ce format, par équipe de deux joueurs, tous les golfeurs jouent leurs balles et le golfeur qui réalise le meilleur score du trou donne un point à son équipe. Si le meilleur joueur européen et le meilleur joueur américain sont à égalité, les deux équipes partagent le trou[8].

- Foursomes : Dans ce format, par équipe de deux joueurs, les deux golfeurs d'une équipe jouent la même balle à tour de rôle. L’un des joueurs commence les départs pairs et l’autre les impairs. Si l'équipe européenne et l'équipe américaine sont à égalité, les deux équipes partagent le trou[9].

Les scores :
- 1 up signifie que l'équipe possède un point d'avance. Une équipe remporte un match sur ce score si elle mène d'un point après le dernier trou.

- 3 et 2 indique que l'équipe en tête mène de trois coups d'avance avec seulement deux trous encore à disputer. Elle remporte la rencontre car elle ne peut plus être rattrapée. Les deux derniers trous ne sont pas joués.

- Égalité indique ques les deux équipes terminent sur un score identique. Le point est partagé et chaque équipes remportent ½ point.

Avec un total de 28 points, 14½ points sont nécessaires pour remporter la Coupe, tandis que 14 points suffisent pour que le champion en titre conserve la Coupe.

### Première journée
Vendredi 27 septembre 2002 - Matin
| Europe                            | Résultats         | États-Unis                 |
| --------------------------------- | ----------------- | -------------------------- |
| Thomas Bjorn Darren Clarke        | Europe : 1 up     | Paul Azinger Tiger Woods   |
| Sergio García Lee Westwood        | Europe : 5 et 3   | David Duval Davis Love III |
| Bernhard Langer Colin Montgomerie | Europe : 5 et 4   | Jim Furyk Scott Hoch (en)  |
| Niclas Fasth Pádraig Harrington   | États-Unis : 1 up | Phil Mickelson David Toms  |
| 3                                 | Session           | 1                          |
| 3                                 | Au général        | 1                          |

Vendredi 27 septembre 2002 - Après-midi
| Europe                            | Résultats           | États-Unis                    |
| --------------------------------- | ------------------- | ----------------------------- |
| Thomas Bjorn Darren Clarke        | États-Unis : 2 up   | Hal Sutton Scott Verplank     |
| Sergio García Lee Westwood        | Europe : 2 et 1     | Mark Calcavecchia Tiger Woods |
| Bernhard Langer Colin Montgomerie | Égalité             | Phil Mickelson David Toms     |
| Pádraig Harrington Paul McGinley  | États-Unis : 3 et 2 | Stewart Cink Jim Furyk        |
| 1½                                | Session             | 2½                            |
| 4½                                | Au général          | 3½                            |

### Deuxième journée
Samedi 28 septembre 2002 - Matin
| Europe                            | Résultats           | États-Unis                     |
| --------------------------------- | ------------------- | ------------------------------ |
| Pierre Fulke Phillip Price (en)   | États-Unis : 2 et 1 | Phil Mickelson David Toms      |
| Sergio García Lee Westwood        | Europe : 2 et 1     | Stewart Cink Jim Furyk         |
| Bernhard Langer Colin Montgomerie | Europe : 1 up       | Scott Hoch (en) Scott Verplank |
| Thomas Bjorn Darren Clarke        | États-Unis : 4 et 3 | Davis Love III Tiger Woods     |
| 2                                 | Session             | 2                              |
| 6½                                | Au général          | 5½                             |

Samedi 28 septembre 2002 - Après-midi
| Europe                               | Résultats         | États-Unis                    |
| ------------------------------------ | ----------------- | ----------------------------- |
| Niclas Fasth Jesper Parnevik         | États-Unis : 1 up | Mark Calcavecchia David Duval |
| Pádraig Harrington Colin Montgomerie | Europe : 2 et 1   | Phil Mickelson David Toms     |
| Sergio García Lee Westwood           | États-Unis : 1 up | Davis Love III Tiger Woods    |
| Darren Clarke Paul McGinley          | Égalité           | Jim Furyk Scott Hoch (en)     |
| 1½                                   | Session           | 2½                            |
| 8                                    | Au général        | 8                             |

### Troisième journée
Dimanche 29 septembre 2002 - Après-midi
| Europe             | Résultats           | États-Unis        |
| ------------------ | ------------------- | ----------------- |
| Colin Montgomerie  | Europe : 5 et 4     | Scott Hoch (en)   |
| Pádraig Harrington | Europe : 5 et 4     | Mark Calcavecchia |
| Bernhard Langer    | Europe : 4 et 3     | Hal Sutton        |
| Sergio García      | États-Unis : 1 up   | David Toms        |
| Darren Clarke      | Égalité             | David Duval       |
| Thomas Bjorn       | Europe : 2 et 1     | Stewart Cink      |
| Lee Westwood       | États-Unis : 2 et 1 | Scott Verplank    |
| Phillip Price (en) | Europe : 3 et 2     | Phil Mickelson    |
| Niclas Fasth       | Égalité             | Paul Azinger      |
| Paul McGinley      | Égalité             | Jim Furyk         |
| Pierre Fulke       | Égalité             | Davis Love III    |
| Jesper Parnevik    | Égalité             | Tiger Woods       |
| 7½                 | Session             | 4½                |
| 15½                | Au général          | 12½               |

## Statistiques
| Europe             | Europe                             | Europe           | Europe        | Europe           | États-Unis        | États-Unis         | États-Unis       | États-Unis    | États-Unis       |
| Joueur             | Nombre d'éditions                  | Avant 2002 V-D-N | En 2002 V-D-N | Après 2002 V-D-N | Joueur            | Nombre d'éditions  | Avant 2002 V-D-N | En 2002 V-D-N | Après 2002 V-D-N |
| ------------------ | ---------------------------------- | ---------------- | ------------- | ---------------- | ----------------- | ------------------ | ---------------- | ------------- | ---------------- |
| Thomas Bjørn       | 2 1997-02                          | 1-0-1            | 2-2-0         | 3-2-1            | Paul Azinger      | 4 1989-91-93-02    | 4-8-2            | 0-1-1         | 4-9-3            |
| Darren Clarke      | 3 1997-99-02                       | 3-4-0            | 1-2-2         | 4-6-2            | Mark Calcavecchia | 4 1987-89-91-02    | 5-5-1            | 1-2-0         | 6-7-1            |
| Niclas Fasth       | 1 2002                             | Aucun            | 0-2-1         | 0-2-1            | Stewart Cink      | 1 2002             | Aucun            | 1-2-0         | 1-2-0            |
| Pierre Fulke       | 1 2002                             | Aucun            | 0-1-1         | 0-1-1            | David Duval       | 2 1999-02          | 1-2-1            | 1-1-1         | 2-3-2            |
| Sergio García      | 2 1999-02                          | 3-1-1            | 3-2-0         | 6-3-1            | Jim Furyk         | 3 1997-99-02       | 2-4-0            | 1-2-1         | 3-6-1            |
| Pádraig Harrington | 2 1999-02                          | 1-1-1            | 2-1-1         | 3-2-1            | Scott Hoch (en)   | 2 1997-02          | 2-0-1            | 0-3-1         | 2-3-2            |
| Bernhard Langer    | 10 1981-83-85-87-89 91-93-95-97-02 | 18-12-2          | 3-0-1         | 21-12-3          | Davis Love III    | 5 1993-95-97-99-02 | 6-8-3            | 2-1-1         | 8-9-4            |
| Paul McGinley      | 1 2002                             | Aucun            | 0-1-2         | 0-1-2            | Phil Mickelson    | 4 1995-97-99-02    | 6-3-2            | 2-2-1         | 8-5-3            |
| Colin Montgomerie  | 6 1991-93-95-97-99 02              | 12-7-4           | 4-0-1         | 16-7-5           | Hal Sutton        | 4 1985-87-99-02    | 6-4-5            | 1-1-0         | 7-5-5            |
| Jesper Parnevik    | 3 1997-99-02                       | 4-2-3            | 0-1-1         | 4-3-4            | David Toms        | 1 2002             | Aucun            | 3-1-1         | 3-1-1            |
| Phillip Price      | 1 2002                             | Aucun            | 1-1-0         | 1-1-0            | Scott Verplank    | 1 2002             | Aucun            | 2-1-0         | 2-1-0            |
| Lee Westwood       | 3 1997-99-02                       | 4-6-0            | 3-2-0         | 7-8-0            | Tiger Woods       | 3 1997-99-02       | 1-3-1            | 2-3-0         | 3-6-1            |